# Conselho de Ética e Decoro Parlamentar da Câmara dos Deputados do Brasil
O Conselho de Ética e Decoro Parlamentar da Câmara dos Deputados do Brasil, ou simplesmente, Conselho de Ética, é o órgão da Câmara dos Deputados do Brasil encarregado de julgar e e aplicar  penalidades aos deputados, nos casos de descumprimento das normas relativas ao decoro parlamentar.
Os deputados são protegidos por normas que garantem a imunidade parlamentar. Sendo assim, cabe ao Conselho de Ética julgar os deputados que suspeitos de transgredir as leis ordinárias, constitucionais ou que tenham se portado de maneira inadequada no Parlamento.